# Malmö Redhawks
Le Malmö IF Redhawks est un club de hockey sur glace de Suède, localisé à Malmö et qui évolue en SHL, l'élite suédoise.

## Historique
Le club est fondé en 1910 sous le nom de Malmö FF, puis renommé Malmö IF le 28 février 1972 quand la section hockey sur glace se sépare du Malmö FF. Les Redhawks jouent dans l'Elitserien de 1990 à 2005. Ils prennent le nom de Redhawks lors de la saison 2004-2005 à l'issue de laquelle ils sont relégués dans l'Allsvenskan. La saison suivante, ils sont de nouveau promus au plus haut échelon du hockey suédois mais la redescente est immédiate. Au cours de la saison 2008-2009, le club connaît de sérieux problèmes financiers et n'est plus en mesure de payer les salaires de ses joueurs qu'il libère.

## Palmarès
- Vainqueur de l'Elitserien: 1992, 1994.
- Vainqueur de l'Allsvenskan: 1990, 2006.
- Vainqueur de la Division 1: 1974.
- Vainqueur de la Coupe d'Europe : 1993.

## Les joueurs

### Joueurs actuels
| No    | Nom                  | Nat. | Position  | Arrivée                          |
| ----- | -------------------- | ---- | --------- | -------------------------------- |
| +035, | Adam Werner          |      | Gardien   | 2022 - Heat de Stockton          |
| +072, | Daniel Marmenlind    |      | Gardien   | 2021 - Västerviks IK             |
| +003, | Nuutti Viitasalo     |      | Défenseur | 2023 - SaiPa                     |
| +006, | Dominik Badinka      |      | Défenseur | 2023 - Jokerit                   |
| +011, | Markus Lauridsen     |      | Défenseur | 2020 - HV71                      |
| +016, | Matias Lassen        |      | Défenseur | 2019 - IK Pantern                |
| +017, | Johan Ivarsson       |      | Défenseur | 2022 - Södertälje SK             |
| +019, | Noah Schalin         |      | Défenseur | Formé au club                    |
| +026, | Teemu Kivihalme      |      | Défenseur | 2023 - TPS                       |
| +047, | Joakim Ryan          |      | Défenseur | 2021 - Hurricanes de la Caroline |
| +073, | Adam Ollas Mattsson  |      | Défenseur | 2019 - Heat de Stockton          |
| +079, | Jakub Galvas         |      | Défenseur | 2023 - IceHogs de Rockford       |
| +008, | Johan Olofsson       |      | Attaquant | 2017 - Leksands IF               |
| +009, | Alan Quine           |      | Attaquant | 2023 - Reign de l'Ontario        |
| +010, | William von Barnekow |      | Attaquant | Formé au club                    |
| +020, | Thomas Berg-Paulsen  |      | Attaquant | 2023 - Stavanger ishockeyklubb   |
| +022, | Janne Kuokkanen      |      | Attaquant | 2023 - HC Fribourg-Gottéron      |
| +023, | Christoffer Forsberg |      | Attaquant | 2015 - Färjestad BK              |
| +024, | Anton Wahlberg       |      | Attaquant | Formé au club                    |
| +029, | Kim Rosdahl          |      | Attaquant | 2022 - Rögle BK                  |
| +048, | Lauri Pajuniemi      |      | Attaquant | 2023 - Wolf Pack de Hartford     |
| +053, | Albert Sjöberg       |      | Attaquant | 2023 - Södertälje SK             |
| +063, | Fredrik Händemark    |      | Attaquant | 2021 - SKA Saint-Pétersbourg     |
| +095, | Carl Persson         |      | Attaquant | 2018 - Gladiators d'Atlanta      |

### Numéros retirés
- 1  Peter Lindmark
- 18 Patrik Sylvegård
- 25 Kaj Olsson